# Nagy Fruzsina
Nagy Fruzsina (Budapest, 1974. szeptember 24. –) jelmez- és látványtervező, rendező, egyetemi oktató.

## Életpályája
Budapesten született, de szakirányú tanulmányait Londonban kezdte, majd a Magyar Iparművészeti Egyetem Textiltervező mesterszakán diplomázott. Doktori tanulmányait 2014-ben fejezte be a Színház- és Filmművészeti Egyetem doktori iskolájában, azóta a Képzőművészeti Egyetem látványtervező szakán tanít.. Munkásságában az emberi test és a világ viszonyának minden aspektusa foglalkoztatja, beleértve a jelmezt, maszkot, sminket, divatot és látványt is.
Pályafutását alternatív színházaknál kezdte, ahol a szűkös anyagi feltételeket kreatív megoldásokkal kellett ellensúlyoznia. Ez a kihívás alapozta meg későbbi munkáinak kísérletező jellegét, ahol textíliákat ötvöz különböző technológiai elemekkel, mint világító elemek, hangérzékelős LED-sorok, ventilátorok és digitális kijelzők. Főként budapesti és európai színházak számára tervez jelmezeket.
Rendszeresen részt vesz nemzetközi konferenciákon és szimpóziumokon előadóként és kiállítóként. 2016 óta együttműködik a Soharóza kórussal és Halas Dórával, akikkel közösen új műfajt hoztak létre, a catwalk-koncertet, ahol színházi környezetben énekesek modellként mutatják be a jelmezeket. Ezen együttműködés során számos előadás született, többek között a Tabu kollekció (2016), Az Ügy (2018), Dalok a Kamrából (2021) és a Keleti Blokk (2022).

## Tanulmányok
- Doktori iskola (DLA), Színház- és Filmművészeti Egyetem (2004-2014)
- Speciális effekt maszk kurzus, Makeup Designory, L.A., U.S.A. (2001)
- MA diploma, Magyar Iparművészeti Egyetem, Textiltervező szak (1994-1998)
- National College of Art and Design, Textiltervező szak, Dublin (1997)
- Nottingham Trent University, Theater Design, Nottingham, Anglia (1996)
- Barnet College, London,  Művészeti Alapképző kurzus, Anglia (1993-1994)

## FŐbb színházi munkái

### 2024
- Escape, Don Quijote project, Örkény-Városmajor (Rendező: Kovács D. Dániel)
- Mefisztóland, Katona József Színház (Rendező: Dömötör András)

### 2023
- Milf, Jurányi Színház (Rendező: Gergye Krisztián)
- Awaken (Táncos-zenés látványshow), Celebrity Cruises (Rendező: Liam Luniss)

### 2022
- Halas-Nagy-Soharóza: Keleti Blokk, Trafó (Rendező: Halas Dóra és Nagy Fruzsina)
- Kafka-Bodó-Róbert: A Kastély, Vígszínház (Rendező: Bodó Viktor)
- Kastner-Róbert-Bodó: Fabian, Schauspielhaus Stuttgart (Rendező: Bodó Viktor)

### 2021
- Bíró-Dömötör-Litkay: Figaro3 (opera), Eiffel Műhelyház (Rendező: Dömötör András)
- Soharóza: Dalok a kamrából, Városmajori Színház (Rendező: Halas Dóra és Nagy Fruzsina)
- Eszterházy: 33 változat Haydn koponyára, Schauspielhaus Hamburg (Rendező: Bodó Viktor)
- Eszterházy: 33 változat Haydn koponyára, Örkény Színház (Rendező: Kovács D. Dániel)

### 2020
- Kafka-Bodó-Róbert: A Kastély, Schauspielhaus Hamburg (Rendező: Bodó Viktor)
- Bunuel: Öldöklő angyal, Schauspielhaus Stuttgart (Rendező: Bodó Viktor)

### 2019
- Závada: Kertész utcai Shaxpeare mosó, Örkény Színház (Rendező: Bodó Viktor)
- Preussler-Halas-Nagy-Thury: The Little Ghost, Luzerner Theater (Rendező: Halas Dóra és Nagy Fruzsina)
- Frisch: Biedermann and the Arsonists, Volkstheater, Bécs (Rendező: Bodó Viktor)

### 2018
- Schwab: Elnöknők, Schauspielhaus Hamburg (Rendező: Bodó Viktor)
- K. von Heydenaber-Fazekas M.: Im Amt, Luzerner Theater (Rendező: Bodó Viktor)
- Soharóza-Halas-Nagy: Az Ügy, Trafó (Rendező: Nagy Fruzsina és Halas Dóra)
- Shakespeare: III. Richard, Radnóti Színház (Rendező: Andrei Șerban)

### 2017
- Hoffmann-Kárpáti: Klein Zaches, Volkstheater, Bécs (Rendező: Bodó Viktor)
- M. Wajdi: Emésztő tűz, Radnóti Színház (Rendező: Alföldi Róbert)

### 2016
- Soharóza-Halas-Nagy: Tabu kollekció, Trafó Kortárs Művészetek Háza (Rendező: Nagy Fruzsina és Halas Dóra)
- Ibsen: Nóra, Katona József Színház (Rendező: Székely Kriszta)
- Csehov: Ivanov, Volkstheater, Bécs (Rendező: Bodó Viktor)
- Britten: Albert Herring (opera), Cuville Theater, München (Rendező: Alföldi Róbert)

### 2015
- Csehov: Sirály, Katona József Színház (Rendező: Ascher Tamás)
- Dürrenmatt: Az öreg hölgy látogatása, Schauspielhaus Zurich, Svájc (Rendező: Bodó Viktor)
- Bradbury: Fahrenheit 451, Theater Heidelberg, Németország (Rendező: Bodó Viktor)

### 2014
- Gluck: Iphigenia Taurisban, Magyar Állami Operaház (Rendező: Alföldi Róbert)
- Csehov: Platonov, Radnóti Miklós Színház (Rendező: Alföldi Róbert)
- Schilling: A Párt, Trafó (Rendező: Schilling Árpád)

### 2013
- Gogol: A revizor, Vígszínház (Rendező: Bodó Viktor)
- Büchner: Danton halála, Vígszínház (Rendező: Alföldi Róbert)
- Bródy-Szörényi: István, a király, Szeged (Rendező: Alföldi Róbert)
- A. Jarry: Übü király, Schauspielhaus Heidelberg (Rendező: Bodó Viktor)
- Csehov: Sirály, Nemzeti Színház (Rendező: Alföldi Róbert)

### 2012
- Ibsen: Peer Gynt, Örkény Színház (Rendező: Ascher Tamás)
- Shakespeare: Hamlet, Nemzeti Színház (Rendező: Alföldi Róbert)
- Kafka: Amerika, Schauspielhaus Graz (Rendező: Bodó Viktor)
- Collodi-Parti Nagy: Pinokkió, Katona József Színház (Rendező: Ascher Tamás)

### 2011
- A. Vinnai: Férfi a kettes asztalnál…, Köln Halle Kalk (Rendező: Bodó Viktor)
- Szuhovo-Kobilin: Tarelkin Élete, Örkény Színház (Rendező: Mácsai Pál)
- Shakespeare: Szentivánéji álom, Schauspielhaus Graz (Rendező: Bodó Viktor)

### 2010
- M. Bulgakov: Mester és Margarita, Schauspielhaus Graz (Rendező: Bodó Viktor)
- Vinnai A.: SYD, Mu Színház, Trafó (Rendező: Láng Annamária és Nagy Fruzsina)

### 2009
- Parti Nagy Lajos – The Tiger Lillies: Jógyerekek képeskönyve, Örkény Színház (Rendező: Ascher Tamás)
- Doug Wright: De Sade Márki pennája, Bárka Színház (Rendező: Szabó Máté)
- Handke: Die Stunde…, Schauspielhaus Graz (Rendező: Bodó Viktor)

### 2008
- Charlotte J: Emésztő tűz, Gárdonyi Géza Színház (Rendező: Radoslav Milenkovics)
- Márton László: A Nagyratörő, Gárdonyi Géza Színház (Rendező: Csizmadia Tibor)
- Schimmerpfennig: Aliz!, Gárdonyi Géza Színház, Eger (Rendező: Dömötör András)

### 2007
- PestiEsti, Krétakör Színház, Trafó (Rendező: Nagy Fruzsina és Láng Annamária)
- Bahnhof (balett), Pécsi Balett, Pécs (Koreográfus: Jurányi Patrik)
- M. McDonagh: A Párnaember, Gárdonyi Géza Színház (Rendező: Dömötör András)

### 2006
- Shakespeare: A tél meséje, Gárdonyi Géza Színház, Eger (Rendező: Máté Gábor)
- T. Bernhard: A Pisztrángötös, Kamra (Rendező: Máté Gábor)
- Közelebb (Closer), Vidám Színpad (Rendező: Magács László)
- A csillagász álma, Krétakör Színház, Taljándörögd (Rendező: Schilling Árpád)
- Bonnie és Clyde (balett), Pécsi Balett, Pécs (Rendező: Vincze Balázs)
- Goethe: Faust, Gárdonyi Géza Színház, Eger (Rendező: Csizmadia Tibor)

### 2005
- Recycled, DivatFilmSzínház, Trafó (Rendező: Nagy Fruzsina és Pater Sparrow)
- Gorkij: Éjjeli Menedékhely, Gárdonyi Géza Színház, Eger (Rendező: Máté Gábor)
- Shakespeare: Hamlet, Merlin Színház (Rendező: Magács László)

### 2004
- Molière: Mizantróp, Krétakör Színház, Vidám Színpad (Rendező: Schilling Árpád)
- Egressy Zoltán: Fafeye a Tengerész, Kolibri Színház (Rendező: Pelsőczy Réka)

### 2003
- Álmok a szekrényből (divatperformance), Trafó (Rendező: Nagy Fruzsina)
- Bacchanália, Bozsik Yvette Társulat, Kamra (Rendező: Bozsik Yvette)

### 2002
- Átváltozások (divatcirkusz, alternatív divatbemutató), Trafó (Rendező: Nagy Fruzsina)
- Állatfarm, Bozsik Yvette Társulat, Katona József Színház (Rendező: Bozsik Yvette)
- Etchno (néptáncelőadás), TÁP Színház, Trafó (Rendező: Vajdai Vilmos)

## Filmes munkái

### 2008
- Tizennyolc éven felüliek (nagyjátékfilm) (Rendező: Márton Gyula)
- Golgota (kisfilm) (Rendező: Bodzsár Márk)
- Péterfy Bori – Vámpír (Rendező: Mundruczó Kornél) – jelmez

### 2007
- Lányok (nagyjátékfilm) (Rendező: Faur Anna)
- Kythéra (játékfilm), Salamon Eszter társtervezővel (Rendező: Mészáros Péter)
- Belga – Mit parodizálsz? (Rendező: Garas Dániel) – jelmez, maszk
- Péterfy Bori – Labamba (Rendező: Merényi Dávid és Nagy Gergő) – jelmez, maszk

### 2005
- Csendélet hallal… (diplomafilm) (Rendező: Jánossy Natália)
- Recycle: Pro-Reo-Neo (kisfilm) (Rendező: Pater Sparrow)

### 2004
- Ég veled! (nagyjátékfilm) (Rendező: Pacskovszky József)
- Stammbuch (kosztümös tévéfilm) (Rendező: Mészáros Péter)
- Kirie (rövidfilm) (Rendező: Mészáros Péter)
- A disznó útja (rövidfilm) (Rendező: Mészáros Péter)
- Hollywoodoo – Karmolok harapok (Rendező: Kerric McDonald)

### 2003
- Szezon (játékfilm, Juristovszky Sosa társtervezővel) (Rendező: Török Ferenc)
- Mélyen őrzött titkok (játékfilm) (Rendező: Böszörményi Zsuzsa)

### 2002
- Az első száz oldal (rövidfilm) – díszlet és jelmez (Rendező: Jánossy Natália)

### 2000
- Afta (rövidfilm) (Rendező: Mundruczó Kornél)

## Díjak
- 1997: Első helyezett, "Diossy-Nagyajtai Pályázat"
- 1998: Harmadik helyezett a "Második Lépés a Jövőbe" Pályázaton, Vigadó Galéria
- 1998: Nívódíj – diploma szakdolgozat
- 2001: Első helyezett a "Makeup Artist Magazine" által rendezett nemzetközi maszkversenyen, Los Angeles, U.S.A.
- 2008: Kritikusok díja, "A Nagyratörő", Gárdonyi Géza Színház, Eger (R: Csizmadia Tibor)
- 2009: POSZT: Legjobb jelmez, "Jógyerekek képeskönyve", Örkény Színház (R: Ascher Tamás)
- 2009: Kritikusok díja, "Jógyerekek képeskönyve", Örkény Színház (R: Ascher Tamás)
- 2012: POSZT: Legjobb jelmez, Ibsen: "Peer Gynt", Örkény Színház (R: Ascher Tamás)
- 2016: Az év jelmeztervezője 2016, szakmai díj, Fuga (Tabu kollekció)
- 2017: Az év jelmeztervezője 2016, közönségdíj, Fuga
- 2017: Kritikusok díja, "Nóra, Karácsony Helmeréknél", Katona József Színház (R: Székely Kriszta)
- 2018: POSZT: Legjobb jelmez, Shakespeare: "III. Rihárd", Radnóti Színház (R: Andrei Şerban)
- 2018: POSZT: Legjobb jelmez, Brecht: "Kaukázusi krétakör", Katona József Színház (R: Székely Kriszta)
- 2018: iSTAN nemzetközi szakmai díjak, Tabu kollekció és "Jógyerekek képeskönyve", Peking, Kína
- 2019: Kritikusok díja, "Az Ügy", Trafó (R: Halas-Nagy)
- 2019: Prágai Quadriennálé Országok és régiók legjobb kiállítás, csoportos díj
- 2022: Kritikusok díja, "33 Változat Haydn koponyára", Örkény Színház (R: Kovács D. Dániel)
- 2022: World Stage Design jelmez kategória megosztott 1. helyezett, Calgary, Kanada
- 2025: Hevesi Sándor-díj[3]

## Ösztöndíjak
- 1996: Rubik Alapítvány és Soros Alapítvány - külföldi ösztöndíj
- 1996: Magyar Állami Ösztöndíj
- 2000: Ösztöndíj rövid tanulmányútra Milánóba és Stockholmba, Magyar Oktatási Minisztérium
- 2005: Ösztöndíj rövid tanulmányútra Padovába, SZFE
- 2006: Ösztöndíj rövid tanulmányútra Binche-be, Belgiumba, SZFE
- 2007: Ösztöndíj rövid tanulmányútra Indonéziába, SZFE
- 2008: Erasmus ösztöndíj olaszországi Commedia Dell'Arte workshopra, Padova

## Kiállítások
- 1997: "Mintarétegek" c. kiállítás (résztvevő), Nassjö, Svédország
- 1998: "Színe-Java" mesterképző diploma kiállítás (résztvevő), Tölgyfa Galéria
- 1999: "Az Iparművészet hete" c. kiállítás (résztvevő), Iparművészeti Múzeum
- 2002: "Majmok Majma" c. installációs kiállítás, Gypsyhouse Galéria
- 2003: "Táptalaj" c. látvány és jelmez kiállítás (résztvevő), MEO
- 2006: Résztvevő a Néprajzi Múzeum: "Műanyag" c. kiállításán
- 2008: "JEL-MEZ-JEL" c. kiállítás, (Szűcs Edittel közösen), Pécs
- 2008: "Kirakatszínház" c. kiállítás, (Szűcs Edittel közösen), Zikkurat Galéria
- 2009: "KIÁLLÍTÁS" c. kiállítás, Lux Galéria
- 2018: "NAGYON" kiállítás, Nagy Gergővel, Tavaszi Fesztivál, Vincze Galéria
- 2021: "Nem nagy truváj" csoportos kiállítás, Oistat, Margitszigeti Plackozó
- 2022: "TESTMASZKOK" kiállítás, Szűcs Edittel és Bérczi Zsófival közösen, Tavaszi Fesztivál, Kiscelli Múzeum
- 2022: "KELETI BLOKK" egyéni jelmez-kiállítás, Max City Galéria